# Попович Микола Михайлович
Попович Микола Михайлович (нар. 20 липня 1941, c. Слобода-Петрівка, Гребінківський район, Полтавська область) — український науковець, мостобудівник та викладач.

## Біографія
Народився 20 липня 1941 с. Слобода-Петрівка, Гребінківського р-ну Полтавської обл. в сім'ї залізничників. З 1948 по 1958 навчався в середній школі на ст. Гребінка Південної залізниці. В 1958 почав свій трудовий шлях слюсарем-автоматником вагонного депо ст. Гребінка, де пропрацював до 1960 року. В цьому ж році вступив до Дніпропетровського інституту інженерів залізничного транспорту (ДІІТ) та в 1965 році здобув фах інженера шляхів сполучення за спеціальністю «Мости та тунелі». Після закінчення інституту продовжив трудову діяльність на Воронезькому мостовому заводі Центрального науково-дослідного інституту транспортного будівництва. Згодом був призваний до лав Радянської Армїї. Після закінчення військової служби повернувся на завод, де працював інженером, старшим інженером в лабораторії зварювання. 
В 1968 році вступив на навчання в аспірантуру Дніпропетровського інституту інженерів залізничного транспорту на кафедрі «Мости» під керівництвом професора Бондара М.Г.
З 1971 працював в ДІІТі: ст. інженером, а згодом ст. науковим співробітником науково-дослідної лабораторії штучних споруд. В 1975 захистив дисертацію на тему «Стаціонарні коливання нелінійних систем, порушувані періодичними імпульсами» та здобув науковий ступінь кандидата технічних наук за спеціальністю  – «Опір матеріалів та будівельна механіка». 
В 1980 призначений заступником декана факультету «Мости та тунелі», а в 1982 році отримав вчене звання «Доцент». З 1987 по 2019 рік працював деканом факультету «Мости та тунелі». У 2019 році засновано Навчально-науковий центр «Мости і тунелі», директором якого він був до реорганізації центру у лютому 2023 року.
За час роботи вніс значний внесок в розвиток освіти та науки факультету. Разом зі співробітниками наукової лабораторії обстежено понад 400 мостів та введено в експлуатацію десятки великих та позакласних мостів. Його основні напрямки наукових досліджень є теорія нелінійних коливань, статична та динамічна робота мостів. Доцентом Поповичем опубліковано понад 80 наукових робіт, він є автором та співавтором нормативних документів із поточного утримання мостів, класифікації прогонових будов мостів, а також ним опубліковано понад 20 методичних розробок, які плідно використовують студенти в навчальному процесі.

## Нагороди
- «Почесний транспортний будівельник СРСР»
- «Почесний залізничник СРСР» 1983 р.

## Коло наукових інтересів
- Основні наукові напрямки роботи – статична та динамічна робота прогонових будов мостів різних систем, теорія коливань нелінійних систем.

## Науковий доробок
- Доцентом Миколою Поповичем виконано понад 80 наукових праць.

## Вибрані публікації
- Попович, М. М. Стаціонарні коливання прогонової будови від дії періодичних односторонніх імпульсів / Попович М. М., Ключник С. В. // Мости та тунелі: теорія, дослідження, практика : матеріали VІІІ Міжнар. наук.-практ. конф., 19–20 жовт. 2022 р. / Укр. держ. ун-т науки і технологій [та ін.]. – Дніпро, 2022. – C. 40–41.
- Попович, М. М. Особливості напружено-деформованого стану сталезалізобетонної прогонової будови з попереднім вигином сталевої балки / М. М. Попович, С. В. Ключник // Наука та прогрес транспорту. – 2022. – № 1 (97). – С. 71–87.
- Попович, М. М. Нелінійні стаціонарні коливання балочних прогонових будов від дії періодичних імпульсів / М. М. Попович, С. В. Ключник // Мости та тунелі: теорія, дослідження, практика : зб. наук. пр. / Дніпров. нац. ун-т залізн. трансп. ім. акад. В. Лазяряна. – Дніпро, 2022. – Вип. 21. – С. 80–86.
- Попович, М. М. Дослідження напруженого стану прогонової будови при спорудженні методом поздовжнього насуву / М. М. Попович, П. А. Овчинников, В. І. Верхолаз // Мости та тунелі: теорія, дослідження, практика : зб. наук. пр. / Дніпропетр. нац. ун-т залізн. трансп. ім. акад. В. Лазяряна. – Дніпро, 2017. – Вип. 11. – С. 67–73.
- Попович, М. М. Дослідження конструктивних форм та армування прогонової будови під залізницю / М. М. Попович, В. О. Філяур // Мости та тунелі: теорія, дослідження, практика : зб. наук. пр. / Дніпропетр. нац. ун-т залізн. трансп. ім. акад. В. Лазяряна. – Дніпропетровськ, 2018. – Вип. 14. – С. 29–36.
- Попович, Н. М. Побудова ліній впливу зусиль в елементах арочної прогонової будови їздою верхом / Попович Н. М., Голота О. В. // Проблемы и перспективы развития железнодорожного транспорта : материалы 78 Междунар. науч.-практ. конф., 17.05-18.05.2018 г. / М-во образования и науки Украины, М-во инфраструктуры Украины, Днепропетр. нац. ун-т ж. трансп. им. акад. В. Лазаряна [и др.]. - Днепр, 2018. - С. 226-227.
- Попович, М. М. Методика розрахунку та визначення вантажопідйомності залізобетонних аркових прогонових будов з їздою поверху методом класифікації / М. М. Попович, Д. Ю. Ігнатенко // Мости та тунелі: теорія, дослідження, практика : зб. наук. пр Дніпропетр. нац. ун-ту залізн. трансп. ім. акад. В. Лазаряна. - Дніпропетровськ, 2014. - Вип. 5. - С. 70-75.
- Сухоруков Б. Д. К вопросу классификации по грузоподъемности железобетонных арочных пролетных строений железнодорожных мостов / Б. Д. Сухоруков, М. С. Смык, Н. М. Попович // Строительство. Материаловедение. Машиностроение. Сер. : Инновационные технологии жизненного цикла объектов жилищно-гражданского, промышленного и транспортного назначения : сб. научн. тр. - Дн-вск: ГВУЗ "ПГАСА", 2013. - Вып. 69. - С. 522-527.
- Сухоруков Б. Д. Классификация по грузоподъёмности железобетонных арочных пролётных строений железнодорожных мостов / Б. Д. Сухоруков, М. С. Смык, Н. М. Попович // Проблеми та перспективи розвитку залізничного транспорту (15.05-16.05.2014) : тези 74 Міжнар. науково-практ. конф. / ДНУЗТ. - Дніпропетровськ, 2014. - С. 302-304.
- Попович, М. М. Підсилення залізобетонних балкових прогінних будов з використанням шпренгелів і попередньо напружених стрижнів / М. М. Попович, О. С. Миронюк, В. І. Борщов // Вісн. Дніпропетр. нац. ун-ту залізн. трансп. ім. акад. В. Лазаряна. – Дніпропетровськ, 2005. – Вип. 6. – С. 131–132.
- Попович, Н. М. Стационарные колебания нелинейных систем, возбуждаемые периодическими импульсами : авт. дис. к.т.н. : 01.02.03 / Н. М. Попович . - Днепропетровск, 1975. - 29 с. - (ДИИТ)
- Попович, Н. М. Стационарные колебания нелинейных систем, возбуждаемые периодическими импульсами [Рукопись] : дис. ... канд. техн. наук : 01.02.03 / Н. М. Попович ; Днепропетр. ин-т инженеров ж.-д. трансп. - Днепропетровск, 1975. - 192 с. ГРНТИ 30.19.15
- Галузевий стандарт України. Експлуатація залізничних мостів. Правила визначення вантажопідйомності металевих прогонових будов залізничних мостів : ГСТУ 32.6.03.111-2002 / Дніпропетр. нац. ун-т залізн. трансп. ім. акад. В. Лазаряна, Кафедра Мости ДНУЗТ ім. акад. В. Лазаряна (Дніпропетровськ), Галузева науково-дослідна лабораторія штучних споруд ДНУЗТ ім. акад. В. Лазаряна (Дніпропетровськ) ; укл. В. І. Борщов, М.М. Попович, К.І. Солдатов, В.П. Тарасенко та ін. - Дніпропетровськ : Вид-во Днiпропетр. нац. ун-ту залізн. трансп. iм. акад. В. Лазаряна, 2003. - 380 с. - Бібліогр.: с. 379-380  ГРНТИ  УДК   73.31.13  624.21:625.1(083.74)